# The Flash (pel·lícula)
The Flash és una pel·lícula estatunidenca de superherois de 2023 basada en el personatge homònim de DC Comics. Produïda per DC Studios, The Disc Factory i Double Dream i distribuïda per Warner Bros. Pictures, és la tretzena pel·lícula del Univers cinematogràfic de DC Comics (sigles en anglès: DCEU). La pel·lícula està dirigida per Andrés Muschietti a partir d'un guió de Christina Hodson i és protagonitzada per Ezra Miller com Barry Allen / Flash, al costat de Ron Livingston, Michael Keaton, Kiersey Clemons, Michael Shannon, Antje Traue, Sasha Calle i Ben Affleck. A The Flash, Allen viatja al passat per evitar l’assassinat de la seva mare, la qual cosa porta conseqüències no desitjades. Ha estat subtitulada al català, però aquest subtítols no son accessibles a Netflix a 2024.
El desenvolupament d'una pel·lícula basada en Flaix va començar a la fi de 1980, amb diversos escriptors i directors adjunts al projecte fins a 2014. Després, la pel·lícula es va tornar a desenvolupar com a part del DCEU, amb Miller elegit com el protagonista. Diversos directors es van unir a la pel·lícula durant els anys següents, amb Seth Grahame-Smith, Rick Famuyiwa i el duo de John Francis Daley i Jonathan Goldstein deixant el projecte degut a diferències creatives. Muschietti i Hodson es van unir a la pel·lícula al juliol de 2019 i la preproducció va començar al gener de 2020. La pel·lícula està influenciada per la història de la sèrie limitada de Flashpoint, que presenta a diversos personatges de DC Comics, i inclou a Affleck i Keaton, repetint les seves respectives versions de Batman de pel·lícules anteriors. El rodatge va tenir lloc d'abril a octubre de 2021 en els estudis de Warner Brothers a Leavesden (Anglaterra) i a exteriors principalment a Glasgow (Escòcia) i Londres, al Regne Unit.
The Flash va ser estrenada als Estats Units el 16 de juny de 2023, després de múltiples demores causades pels canvis de director, la pandèmia de COVID-19, contratemps de postproducció i les controvèrsies de Miller. La pel·lícula va rebre ressenyes mixtes de part dels crítics professionals, qui van elogiar el seu humor, les seqüències d'acció i les actuacions, però van criticar el tercer acte i els efectes visuals. La pel·lícula ha recaptat 268 milions de dòlars a nivell internaciona amb un pressupost de producció de 200 a 220 milions de dòlars el que la converteix en un fracàs de taquilla, amb projeccions de pèrdues de fins a $200 milions per a Warner Bros.

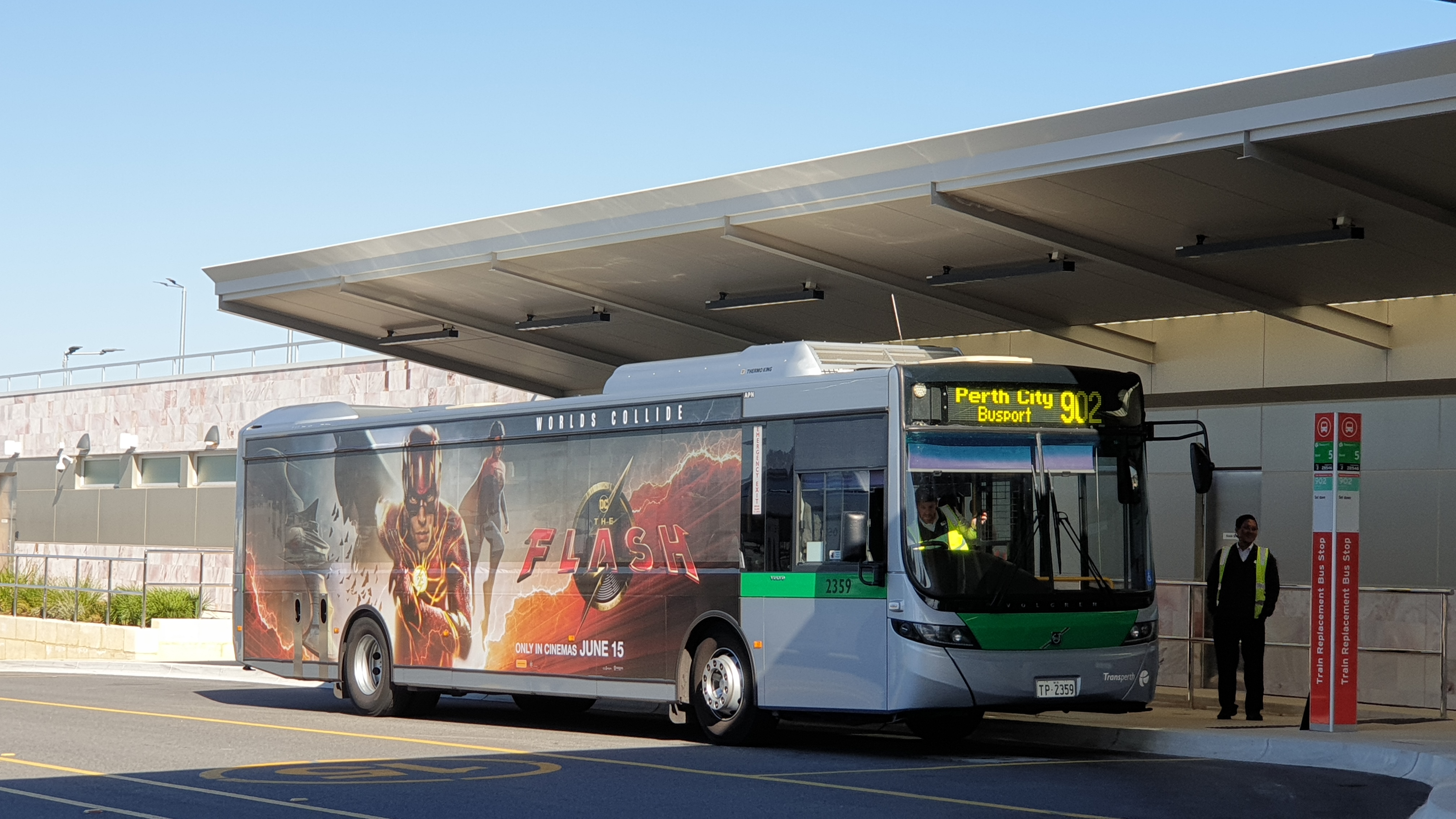
Publicitat de la pel·lícula en un bus australià

## Argument
A Central City, Barry Allen / Flash s'atura per a comprar un entrepà abans d'anar a treballar. Mentre espera que li preparin, rep una trucada d'Alfred, informant-lo d'una missió on necessiten la seva ajuda. Barry es posa el seu vestit de Flaix i corre a Gotham City per a evitar que un hospital s'esfondri en un embornal. Mentre salva a tots a la planta baixa, part de l'edifici s'esfondra i molts infants, a més d'una infermera i un gos de la sala de maternitat comencen a caure per la finestra esbotzada d'un pis elevat. En Flaix s'afanya a atrapar-los en l'aire, però a mesura que puja, es va quedant sense energia perquè no ha menjat, per la qual cosa trenca una màquina expenedora a mig volar i devora diverses menges fins que té suficient energia per a salvar a tots els infants, a més de la infermera i el gos.
Prop d'allí, Bruce Wayne / Batman persegueix un grup de delinqüents dirigits per Alberto Falcone, que estan en possessió d'un virus mortal. Després d'una persecució en la seva moto de Batman (la Batcicle), Batman colpeja als criminals abans d'enfrontar-se al principal i descarrilar el seu vehicle per la borda d'un pont. Tots dos i el vehicle comencen a caure, el Batman atura la caiguda a l'últim moment, però està a punt de perdre el control quan arriba la Diana Prince / Dona Meravella sobre el pont i els aixeca amb el seu llaç. Flash apareix una mica tard, però els seus companys de la Lliga de la Justícia li agraeixen el seu treball.
Després d'ajudar-los a detenir els delinqüents, en Barry s'afanya per no arribar gaire tard al seu treball al centre de recerca, on troba als seus companys de treball Patty Spivot i Albert Desmond esperant mentre el seu cap el renya. El cap també s'atribueix el mèrit dels desenvolupaments recents en el seu treball quan parla amb la premsa. Una de les periodistes, la Iris West, reconeix a Barry del seu temps a la universitat i intenta parlar amb ell sobre el proper judici del seu pare Henry, qui ha estat empresonat durant més de 20 anys, estat acusat injustament d'assassinar a la seva esposa Nora. En Barry manté la innocència del seu pare.
Més tard, en Barry parla amb el seu pare per telèfon sobre les imatges de seguretat de la botiga on havia anat, per establir la seva coartada en el moment de la mort de Nora. El rostre del Henry no es pot veure i, per tant, no serveix per confirmar que es trobava allí, per la qual cosa Barry tem que la prova no sigui admissible. En Barry torna a visitar la casa de la seva infància, on li venen records dels seus pares, la Nora i el Henry, abans de l'assassinat de la mare. Superat per les seves emocions, en Barry viatja en el temps per accident i després es troba amb el Bruce per discutir el tema. Quan Barry proposa que pot retrocedir més en el temps per a salvar tant a la seva mare com als pares de Bruce, Bruce li diu a Barry que a vegades necessiten passar per aquests esdeveniments traumàtics per a convertir-se en qui han de ser, al mateix temps esmentant els esdeveniments de Pojarnov. Bruce marxa i Iris apareix per a reunir-se amb Barry sobre el cas d'Henry. Després d'una discussió, Barry arriba a la conclusió que hi ha una manera de desfer la mort de Nora.
El pla és retrocedir en el temps i plantar la llauna de tomàquets al carret de la compra de Nora perquè mai l'oblidi i Henry mai hagi de sortir de casa. Això dona com a resultat amb èxit la prevenció de la mort de Nora, la qual cosa permet una línia de temps en la qual Barry encara té als seus dos pares, però just quan Barry compleix 18 anys de la seva vida, emergeix un altre velocista d'aspecte sinistre i treu Barry de la Força de la Velocitat, aterrant-lo de nou enfront de la seva casa.
Quan Barry intenta tornar al present, acaba en un 2013 alternatiu on els seus pares estan vius. Troba el seu jo passat i s'adona que està en el dia en què obté els seus poders. Els dos Barry van al Departament de Policia de Ciutat Central on Barry ajuda a donar-li al Barry de 2013 els seus poders durant una estranya tempesta, mentre perd els seus propis poders en el procés. Mentre Barry lluita per entrenar al Barry de 2013 per a usar els seus poders, els dos noten una transmissió del General Zod, que es prepara per a envair la Terra.
Els Barry intenten reunir la Lliga de la Justícia però no tenen èxit ja que en aquesta línia de temps no poden localitzar a Wonder Woman, Victor Stone encara no ha tingut el seu accident i Arthur Curry mai va néixer. Els dos viatgen a la Mansió Wayne, amb l'esperança de trobar a Batman, però en el seu lloc troben una versió alternativa més anciana de Bruce Wayne que s'ha retirat de la lluita contra el crim. Convencen a Bruce perquè els ajudi a trobar a Kal-El / Clark Kent / Superman, i usant una connexió de la NASA dins de la Batcova aconsegueixen localitzar a un kryptonià en una càpsula que suposadament va ser descoberta a Sibèria. En arribar, troben a Kara Zor-El, una kryptoniana que diu ser cosina de Kal-El. Després de rescatar a Kara de les instal·lacions, Barry li demana a Bruce que l'ajudi a recuperar els seus poders recreant l'accident original. El primer intent falla i gairebé mata a Barry, la qual cosa porta a Kara a portar a Barry cap a una tempesta i ser colpejat per un llamp, la qual cosa té èxit.
Kara i Bruce s'uneixen als dos Barry en la lluita contra les forces de Zod. Durant la batalla amb Zod, Kara s'assabenta que Zod va matar Kal-El quan la seva càpsula es va desviar quan era un bebè, i que el Còdex de Creixement necessari per a convertir la Terra en Krypton està dins d'ella. Just quan Kara domina a Zod, aquest últim aconsegueix matar Kara mentre Batman se sacrifica. El Barry de 2013 viatja enrere en el temps a través de la Força de la Velocitat per a salvar-los a tots dos diverses vegades, però falla quan Barry intenta detenir-lo i el multivers comença a col·lapsar. Després arriba una versió futura i corrupta del Barry de 2013 que explica que ha estat viatjant a través de la Força de la Velocitat durant anys per a salvar el seu món de Zod i evitar la mort de Batman i Kara. Aquest nou Flash, anomenat Flash Fosc, té la intenció de matar a Barry, ja que creu que en desfer les accions anteriors de Barry per a salvar Nora la línia de temps pot tornar a la normalitat. Havent fallat prèviament a matar a Barry mentre viatjava a través de la Força de la Velocitat, Flash Fosc intenta apunyalar-lo, però el Barry de 2013 se sacrifica, provocant una paradoxa que elimina a Flash Fosc, mentre que el Barry de 2013 mor als braços de Barry.

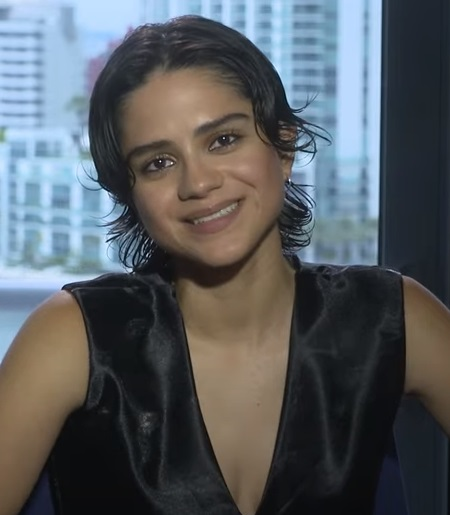
Sasha Calle (Supergirl)

Posteriorment, Barry desfà els canvis que va fer en la línia de temps i accepta la mort de la seva mare. No obstant això, fa un canvi menor en el passat, la qual cosa crea noves proves en el present que proven la innocència d'Henry. Després de tornar al present i ajudar a exonerar a Henry, Bruce Wayne (interpretat per George Clooney) es posa en contacte amb Barry, demostrant que aquest petit canvi sí que va tenir conseqüències.
En una escena posterior als crèdits, Barry li compta al Arthur Curry d'aquesta Línia de Temps borratxo sobre la seva experiència viatjant pel multivers i li dona el seu anell atlàntic perquè l'usi per a comprar més cervesa, però Barry es nega ja que és un anell sagrat i important i després el deixa en un sot amb aigua i Barry marxa d'aquí i es queda amb l'anell.

## Repartiment
- Ezra Miller com Barry Allen / Flash:
Un investigador forense de la policia de Ciutat Central i membre de la Lliga de la Justícia que pot moure's a velocitats sobrehumanes i vibrar a nivell molecular a través de les seves habilitats per a accedir a la Força de la Velocitat.[3] Miller va descriure a Allen com a multidimensional, amb els seus defectes humans.[4] Ian Loh interpreta a un jove Barry Allen,[5] mentre que Miller també retrata una versió alternativa d'Allen d'un univers diferent.[6]
- Ron Livingston com Henry Allen: el pare de Barry, que va ser condemnat injustament per l'assassinat de la seva esposa. Billy Crudup prèviament va interpretar al personatge en el DCEU.[5]
- Ben Affleck com Bruce Wayne / Batman:
Un socialite ric de Gotham City que treballa com a vigilant en la lluita contra el crim i és un important membre de la Lliga de la Justícia. El director Andrés Muschietti va dir que el personatge té un impacte emocional substancial en la pel·lícula a través de la seva relació amb Barry Allen, en part perquè les mares de tots dos van ser assassinades.[7] Affleck va dir que les seves escenes en la pel·lícula eren les seves favorites com a personatge i un "bon final" per a la seva època com Batman.[8]
- Michael Keaton com Bruce Wayne / Batman:
La versió de Batman d'un univers alternatiu.[7][9] Keaton represa el seu paper de les pel·lícules de Tim Burton: Batman (1989) i Batman Returns (1992).
- Kiersey Clemons com Iris West: una periodista de Picture News i interès amorós de Barry.[10]
- Michael Shannon com el General Zod: 
Un general kryptoniano amb els mateixos superpoders que Superman i que va ser assassinat per ell en L'home d'acer (2013).[11] Shannon va rebre la benedicció del director de L'home d'acer, Zack Snyder, per a repetir el seu paper, després que inicialment dubtés a fer-ho donada la problemàtica història entre Snyder i Warner Bros. respecte a les seves produccions posteriors del DCEU.
- Antje Traue com Faora-Ul: 
La subcomandant del general Zod, qui va ser enviada a la Zona Fantasma al final de L'home d'acer.[11]
- Sasha Calle com Kara Zor-El / Supergirl: 
Una poderosa kryptoniana amb poders, habilitats i un vestit similar al de Superman, de qui és prima.[12][13] Carrer és la primera actriu llatina a interpretar a Supergirl.[12]
- Maribel Verdú com Nora Allen: 
La mare de Barry que va ser assassinada en la seva joventut.[14]
- Gal Gadot com Diana Prince / Dona Meravella: És una membre important de la Lliga de la Justícia, és una semideessa immortal i guerrera amazona.
- Jeremy Irons com Alfred Pennyworth: 
Majordom de Bruce Wayne que brinda suport tàctic a Batman i la Lliga de la Justícia.
- Saoirse-Monica Jackson com Patty Spivot.
- Rudy Mancuso com Albert Desmond.
- George Reeves com Superman: 
Versió de Superman d'un univers alternatiu. Aquesta versió de l'home d'acer està feta a partir de CGI, ja que Reeves va morir en 1959, de la sèrie original de 1951, Les aventures de Superman.
- Christopher Reeve com Superman: 
Versió de Superman d'un univers alternatiu. Aquesta versió va ser feta a partir de CGI, a causa de la defunció de Reeve en 2004, i correspon al Superman de la primera sèrie de pel·lícules que va iniciar en 1978 i va acabar en 2006.
- Helen Slater com Supergirl: 
Versió de Supergirl d'un univers alternatiu. Aquesta versió va ser feta a partir de CGI i és la Supergirl de la pel·lícula homònima de 1984.
- Adam West com Batman: 
És una altra versió alternativa de Batman que correspon al de la sèrie de televisió homònima de 1966. Va ser feta a partir de CGI ja que West va morir en 2017.
- Nicolas Cage com Superman: 
Versió de Superman d'un univers alternatiu. Aquesta versió correspon a la cancel·lada pel·lícula "Superman Lives", que estaria dirigida per Tim Burton. Aquesta versió va ser feta a partir de CGI.
- George Clooney com Bruce Wayne: 
Versió de la nova línia temporal. Clooney apareix realitzant un cameo no acreditat, interpretant per primera vegada al personatge des de la seva participació en Batman i Robin (1997).

## Producció

### Desenvolupament
Primers intents

El desenvolupament d'una pel·lícula basada en el personatge de DC Comics Flash va començar a la fi de la dècada dels anys 1980, quan Warner Bros. va contractar l'escriptor de còmics Jeph Loeb perquè escrivís el guió, encara que mai va arribar a materialitzar-se. Warner Bros. va contractar a David S. Goyer perquè escrivís, dirigís i produís The Flash al desembre de 2004, després de quedar impressionats amb el seu guió per a Batman Begins (2005). Es va dirigir a Ryan Reynolds perquè interpretés a Barry Allen / Flash després d'haver treballat junts en Blade: Trinity (2004) de Marvel i pretenia que Wally West tingués un paper secundari. Goyer es va veure influenciat per la trilogia de Spider-Man del director Sam Raimi i els còmics sobre Flash de Mike Baron, Mark Waid i Geoff Johns per a definir el to de la pel·lícula. A principis de febrer de 2007, Goyer va abandonar el projecte, al·legant diferències creatives amb l'estudi, i Shawn Levy va ser contractat per a dirigir i supervisar la redacció d'un esborrany nou escrit per Chris Brancato, que utilitzava elements del guió de Goyer. Aquest mateix mes, Warner Bros. va anunciar el desenvolupament d'una pel·lícula de la Lliga de la Justícia amb Michelle i Kieran Mulroney com a guionistes. Al setembre, George Miller va signar per a dirigir la pel·lícula, titulada Justice League: Mortal, amb Adam Brody en el paper de Flash. La pel·lícula va ser concebuda per a iniciar una nova franquícia enfocada en personatges de DC Comics, amb seqüeles i pel·lícules derivades previstes, incloent-hi la pel·lícula de Flash.
Levy es va apartar de The Flash a l'octubre de 2007 a causa de conflictes d'agenda amb Night at the Museum: Battle of the Smithsonian (2009). David Dobkin va assumir la direcció i va començar a desenvolupar-la com una derivació de Justice League: Mortal que s'enfocaria en Wally West. Craig Wright estava escrivint el guió al mes següent, abans que Justice League: Mortal fos cancel·lada i Warner Bros. assignés a The Flash una estrena en 2008. Aquest projecte es va retardar a causa de la vaga de guionistes dels Estats Units de 2007-2008 i, al juliol de 2009, Charles Roven es va unir a la producció, amb Geoff Johns com a consultor i escrivint un tractament que Dan Mazeau va adaptar a un guió. A l'octubre, Roven va dir que l'astudi no confiava prou en el seu projecte com per a donar llum verda a la pel·lícula. Mazeau va rebatre l'afirmació de Roven i va dir que seguia endavant segons el que es preveu. Al juny de 2010, els guionistes de Llanterna Verda (2011), Greg Berlanti, Michael Green i Marc Guggenheim, van ser contractats per a escriure un tractament per a la pel·lícula, basat en un còmic recent de Johns i protagonitzat per Barry Allen.
Univers estès de DC

Warner Bros. estava planejant un nou univers compartit de pel·lícules basades en DC Comics per a juliol de 2013 i tenia plans temptatius per a estrenar una pel·lícula de Flash en 2016. A l'octubre de 2014, Warner Bros. i DC Films van anunciar una llista de projectes planificats com a part del nou Univers estès de DC (DCEU). Segons aquests plans, The Flash s'estrenaria el 23 de març de 2018, amb Ezra Miller en el paper de Barry Allen / Flash; Miller va aparèixer com a Flash amb cameos a Batman contra Superman: L'alba de la justícia i L'esquadró suïcida (2016) i va ser part de l'elenc principal en La Lliga de la Justícia, i va aparèixer breument durant l'esdeveniment creuat del Arrowvers, «Crisi on Infinite Earths» (2019-20), que va reconèixer un multivers de DC més ampli. Warner Bros. li va oferir a James Wan l'opció de dirigir una pel·lícula sobre Aquaman o Flash, i finalment va triar fer Aquaman (2018). A l'abril de 2015, Phil Lord i Chris Miller estaven escrivint una història per a la pel·lícula de Flash amb la possibilitat de dirigir-la. Després que decidissin dirigir Solo: A Star Wars Story (2018), Seth Grahame-Smith va iniciar negociacions per a escriure i dirigir la pel·lícula basada en el tractament de Lord i Miller a l'octubre de 2015. Grahame-Smith anava a fer el seu debut com a director amb aquesta pel·lícula, amb Roven una vegada més com a productor i Deborah i Zack Snyder com a productors executius. Al febrer de 2016, la data d'estrena de la pel·lícula es va avançar al 16 de març de 2018. Grahame-Smith va abandonar el projecte a l'abril, citant diferències creatives. Warner Bros. va optar per conservar el seu guió i encara s'esperava que participés en l'avanç del projecte, mentre que Lord i Miller també seguien involucrats com a productors. Immediatament es va iniciar la cerca d'un director substitut.
Aquest mes de juny, Warner Bros. va contractar Rick Famuyiwa perquè es fes càrrec de la direcció, amb Warner Bros. sentint que la visió de Famuyiwa per a la pel·lícula repercutiria en el públic més jove i també seria compatible amb el guió existent de Grahame-Smith. S'esperava que el rodatge comencés més tard en 2016 i no es creia que es retardés pel canvi de director. La primera elecció de Famuyiwa per a interpretar a la protagonista femenina de la pel·lícula, Iris West, va ser Kiersey Clemons, amb qui havia treballat en Dopi (2015), amb Rita Ora i Lucy Boynton també competint per aquest, amb Clemons triada per al paper poc després a la fi de juliol. Per a llavors, la pel·lícula ja no tenia data d'estrena, després que es donés la seva data a Tomb Raider (2018). A l'agost, Ray Fisher anava a aparèixer en la pel·lícula, reprenent el seu paper de Victor Stone / Cyborg de Batman contra Superman i Lliga de la Justícia. Famuyiwa va completar una revisió del guió un mes després, quan Gal Gadot estava llesta per a repetir el seu paper com Diana Prince / Dona Meravella de Batman contra Superman, Wonder Woman (2017) i Lliga de la Justícia, i Billy Crudup estava en negociacions per a interpretar al pare de Barry, Henry Allen. Clemons i Crudup van filmar cameos per a Lliga de la Justícia després de ser triats per a The Flaix. La preproducció va començar a l'octubre, abans de l'inici del rodatge al març de 2017, programat abans d'un altre compromís que Miller tenia al juliol. A fins d'octubre, Famuyiwa va abandonar el projecte després de no poder "unir-se creativament" amb l'estudi, qui no estava d'acord amb la direcció més madura que Famuyiwa volia prendre per a la pel·lícula.
La pel·lícula es va suspendre mentre l'estudi buscava un nou director i Miller es preparava per a filmar Bèsties fantàstiques: Els crims de Grindelwald (2018). Durant aquest temps, Warner Bros. va decidir portar la pel·lícula en una nova direcció i, al gener de 2017, Joby Harold va ser contractat per a fer una reescriptura del guió des de la primera pàgina. Va lliurar un esborrany al maig, quan les principals opcions de l'estudi per a dirigir eren Robert Zemeckis i Matthew Vaughn. Tots dos havien expressat interès en el projecte, però tenien possibles problemes d'agenda que podrien impedir-los assumir-lo. Sam Raimi, Marc Webb i Jordan Peele ja havien rebutjat ofertes per dirigir la pel·lícula, igual que Ben Affleck, qui va interpretar a Bruce Wayne / Batman en pel·lícules anteriors del DCEU. En la Convención de Còmics de Sant Diego de juliol de 2017, es va anunciar la pel·lícula amb el nou títol Flashpoint, basada en el còmic homònim, en el qual Allen viatja en el temps per a salvar la vida de la seva mare i accidentalment crea una línia de temps alternativa. Durant aquest temps, Dan Mazeau va contribuir al guió. Johns va confirmar al novembre que el concepte de Flashpoint permetria que la pel·lícula contés una història única sobre Batman, amb la història del còmic explorant una línia de temps en la qual Thomas Wayne és Batman; Jeffrey Dean Morgan va expressar interès a reprendre el seu paper com Thomas Wayne de Batman v Superman.
Al gener de 2018, el duo de cineastes de John Francis Daley i Jonathan Goldstein va entrar en negociacions per a escriure i dirigir la pel·lícula després que l'estudi decidís no esperar que l'agenda de Zemeckis estigués lliure. Daley i Goldstein van ser confirmats com a directors al març de 2018, i per al mes següent, el concepte de Flashpoint havia estat abandonat i el títol de la pel·lícula va tornar a ser The Flash. S'esperava que la filmació comencés a Atlanta al febrer de 2019, però els compromisos de Miller amb Bèsties fantàstiques: Els secrets de Dumbledore (2022) van retardar el rodatge de nou. Aquest octubre, s'esperava que la pel·lícula tingués una data d'estrena en 2021. A mitjan març de 2019, es va revelar que Miller estava escrivint una nova versió del guió de la pel·lícula amb l'escriptor de còmics Grant Morrison. Miller no va estar d'acord amb l'enfocament alegre de la pel·lícula que Daley i Goldstein estaven adoptant, encara que aquesta era la direcció preferida de Warner Bros. per a ella. El nou guió va poder enviar-se a l'estudi a fins de mes, i si a l'estudi no li agradava la versió de Miller i Morrison, existia la possibilitat que l'actor deixés la pel·lícula; s'esperava que el contracte de tinença de Miller per a protagonitzar la pel·lícula finalitzés al maig. Morrison va dir temps després que Miller no havia estat content amb els guions anteriors i es va acostar a Morrison amb les seves idees, i Warner Bros. els va donar dues setmanes als dos per a escriure el guió a Escòcia. Morrison va descriure el seu guió com "una història de Flash", que, en la seva opinió, era més una història de ciència-ficció similar a Retorn al futur (1985), però va dir que l'estudi volia explorar el multivers i altres personatges de DC amb la pel·lícula. Morrison també va negar els informes que Miller volia que la pel·lícula tingués un to fosc i va dir que el seu guió tenia aspectes foscos relacionats amb la història de Flashpoint. L'estudi va rebutjar el guió de Miller i Morrison al maig, però li va demanar a Miller que continués sent l'estrella de la pel·lícula. Daley i Goldstein van abandonar el projecte al juliol i Warner Bros. va triar a Christina Hodson per a escriure un nou guió per a la pel·lícula després d'escriure la seva pel·lícula Birds of Prey (2020) de DC. Andrés Muschietti va entrar en negociacions per a dirigir la pel·lícula, amb la seva germana Barbara Muschietti llesta per a produir al costat de Michael Disco. S'esperava l'inici de la preproducció al gener de 2020. La participació d'Andrés Muschietti i Hodson es va confirmar al novembre de 2019, quan s'esperava que la filmació comencés en 2021, després que Miller acabés de filmar Els secrets de Dumbledore. Un mes després, Warner Bros. va programar l'estrena de The Flash per a l'1 de juliol de 2022.

### Preproducció

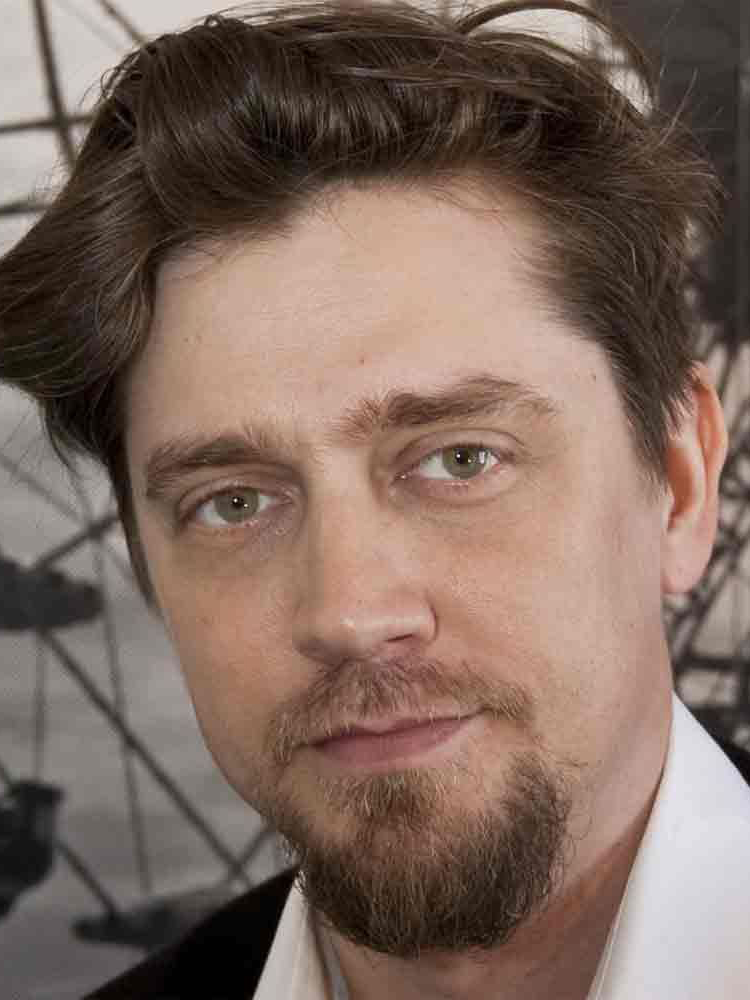
Andrés Muschietti, el director de The Flash.

Andrés Muschietti va dir al gener de 2020 que la pel·lícula continuaria adaptant elements de la història del còmic Flashpoint, però que comptaria una versió diferent d'aquesta història. A l'abril, l'estrena de la pel·lícula es va avançar al 3 de juny de 2022, quan Warner Bros. va canviar la seva agenda d'estrenes a causa de la pandèmia de COVID-19. Al juny de 2020, Michael Keaton estava en les primeres negociacions per a reprendre per a la pel·lícula el seu paper del Bruce Wayne / Batman de les pel·lícules Batman (1989) i Batman Returns (1992) de Tim Burton. Fisher havia discutit amb Andrés Muschietti sobre el seu paper com Cíborg en la pel·lícula, abans que Warner Bros. fixés a Fisher per realitzar una filmació de dues setmanes que es va denominar com un «cameo» juntament amb altres actors que van interpretar a membres de la Lliga de la Justícia. Fisher va dir que l'estudi només li va oferir una fracció del seu salari habitual per repetir el paper. A l'agost, es va confirmar que Keaton apareixeria en la pel·lícula i Affleck va accedir a repetir la seva versió de Batman. Muschietti va explicar que la pel·lícula presentaria la idea del multivers de DC Comics al públic en general en incloure múltiples versions de personatges i reconèixer franquícies cinematogràfiques passades basades en propietats de DC com sent universos alternatius. Per a Muschietti era important incloure a Affleck en la pel·lícula, ja que la seva versió de Batman és la "línia de base" per al DCEU, i va sentir que la introducció del Batman de Keaton no funcionaria tan bé sense veure primer la relació de Flash amb el Batman d’Affleck. Affleck va optar per tornar, després de dir que s'havia retirat del personatge, perquè tindria un paper menor en la pel·lícula.
Durant l'esdeveniment virtual DC FanDome al setembre de 2020, Barbara Muschietti va dir que la pel·lícula comptaria amb molts personatges del Univers DC, amb Flash servint com «el pont entre tots aquests personatges i línies de temps» que apareixen en ella, que s'utilitzarien per a reiniciar la continuïtat del DCEU sense ignorar els esdeveniments de les pel·lícules anteriors. A l'octubre, Billy Crudup va entrar en les primeres negociacions per a reincorporar-se al projecte sota un nou acord, ja que havia marxat durant els canvis de guionistes i directors, mentre que la participació de Clemons era incerta. L'estrena es va retardar per al 4 de novembre de 2022 a causa de la pandèmia de COVID-19. Per a llavors, el rodatge havia de començar al març de 2021 en Londres. Al gener de 2021, Warner Bros. havia descartat a Cíborg de la pel·lícula després que Fisher es negués a treballar en qualsevol projecte en el qual participés el president de DC Films, Walter Hamada, citant la seva implicació en el comportament del director substitut de Lliga de la Justícia, Joss Whedon, en l'estudi. No s'esperava que es reemplacés a Fisher. També aquest mes, Andrés i Barbara Muschietti havien arribat al Regne Unit per a preparar la producció, amb la filmació en els Warner Bros. Studios en Leavesden (Hertfordshire, Anglaterra) començant a l'abril, després que Miller acabés el seu treball a Els secrets de Dumbledore (2022), també al Regne Unit. Després es va confirmar que Crudup tornaria i que Sasha Carrer havia estat triada per a interpretar a Supergirl. Carrer va ser triada d'entre un grup de més de 425 actrius que també incloïa a Bruna Marquezine. Totes les audicions per al paper, així com les proves de química amb Miller, es van realitzar per mitjà de la plataforma Zoom.
Al març de 2021, Clemons va signar un nou contracte per a interpretar a Iris West en la pel·lícula després que es va eliminar el seu paper en Lliga de la Justícia (encara que el cameo es va restaurar en el tall del director de 2021, Zack Snyder's Justice League ). Maribel Verdú va ser triada per a interpretar a la mare de Barry, Nora Allen, encara que Crudup es va veure obligat a abandonar a causa de conflictes d'agenda amb la seva sèrie The Morning Show. A la fi de març, Keaton va dir que encara no havia llegit el guió que havia rebut i que hauria de llegir l'últim esborrany abans de decidir si podia comprometre's amb la pel·lícula. També va citar la pandèmia de COVID-19 al Regne Unit com una preocupació per a la seva participació i per a equilibrar els seus altres compromisos. Poc després, Ron Livingston va ser triat per a reemplaçar a Crudup com Henry Allen, amb Ian Loh en el paper d'un jove Barry Allen, i Saoirse-Monica Jackson i Rudy Mancuso unint-se en papers no revelats. Keaton es va reafirmar posteriorment per a aparèixer en la pel·lícula, amb Andrés Muschietti creient que la decisió de Keaton d'unir-se a The Flash es devia al guió que li havien enviat. Muschietti va dir que Keaton es va sentir honrat de tornar a interpretar a Batman. Abans de l'inici de la filmació, els Muschietti van formar la seva productora Double Dream per a coproduir la pel·lícula i Marianne Jenkins va ser revelada com a productora executiva. Per a llavors, Fisher va dir que ell i Andrés Muschietti «estaven en la mateixa pàgina» sobre el seu enfocament de les històries de superherois i va assenyalar que seria «un fastigueig» si no es resolia la situació que envoltava la seva participació i que tornaria al paper de Cíborg per a la pel·lícula si Warner Bros. i Hamada publicaven una disculpa.

### Rodatge
El rodatge va començar el 19 d'abril de 2021, en els Warner Bros. Studios en Leavesden, Anglaterra, amb Henry Braham com a director de fotografia. A principis de maig, el rodatge va tenir lloc a Burghley House a Stamford, Lincolnshire, que es va usar com la Mansió Wayne. A mitjan juny, Miller, Clemons, Keaton i Carrer van filmar escenes en la St Paul's Cathedral a Londres, amb els llocs circumdants dissenyats per a retratar a Ciutat Central. La filmació també estava programada per a aquest mateix mes a Edimburg i Glasgow, retratant Gotham City per a escenes amb Affleck i Keaton. A fins de juliol, la filmació va continuar a Glasgow a Ingram Street, George Square, John Street i Cochrane Street, i va involucrar a diversos vehicles, mentre la filmació amb el Batmòbil ocorria en George Square. El 29 de juliol, la filmació es va detenir després que un operador de càmera en una motocicleta filmant darrere del Batcycle a Renfield Street xoqués amb ell prop de West George Street. L'operador va resultar ferit, però no "greument ferit". A principis de setembre, Luke Brandon Field va dir que s'havia unit a l'elenc. El rodatge va concloure el 18 d'octubre de 2021.

### Postproducció
Paul Machliss i Jason Ballantine van ser els editors de la pel·lícula, mentre que John "DJ" Desjardin va exercir com a supervisor d'efectes visuals després d'haver-ho fet anteriorment per a diverses pel·lícules del DCEU. Al desembre de 2021, es va revelar que Michael Shannon i Antje Traue reprendrien els seus papers de L'home d'acer (2013) com General Zod i Faora-Ul, respectivament. També es va confirmar que els ex codirectors de la pel·lícula, John Francis Daley i Jonathan Goldstein, rebrien crèdit per la història de la pel·lícula juntament amb Hodson. Al febrer de 2022, es va informar que Temuera Morrison, qui interpreta al pare de Aquaman, Thomas Curry, en les pel·lícules de Aquaman del DCEU, estaria a la pel·lícula.
Al març de 2022, Warner Bros. va ajustar el seu calendari d'estrenes a causa de l'impacte del COVID-19 en la càrrega de treball dels proveïdors d'efectes visuals. The Flash es va traslladar al 23 de juny de 2023, i Aquaman and the Lost Kingdom també es va traslladar de 2022 a 2023, per a donar temps al fet que es completés el seu treball d'efectes visuals; The Flash tenia al voltant de 2500 preses d'efectes visuals que havien de completar-se. Al mes següent, es van revelar els crèdits d'escriptura finals: Hodson va rebre crèdit de guió; Daley, Goldstein i Harold van rebre crèdit en la història; i el crèdit fora de pantalla pel material d'escriptura addicional va ser per a Rebecca Drysdale, Famiyuwa, Grahame-Smith, Johns, Lord, Chris Miller, Ezra Miller, Morrison i Adam Sztykiel. Al maig, Deadline Hollywood va informar que una pel·lícula d'historietes d’ "alt perfil" no especificada que s'estrenaria en 2023, el guió del qual s'havia enviat recentment al Writers Guild of America (WGA), tenia un total de 45 escriptors que van participar en el guió en diverses etapes del seu desenvolupament, amb alguns comentaristes que creien que aquesta pel·lícula era The Flash, a causa de la quantitat d'escriptors públics coneguts que anteriorment havien estats adjunts al projecte. Miller va participar en "fotografia addicional programada regularment" a mitjan 2022.
Després de diverses incidents controvertits i arrestos que van involucrar al Ezra Miller al llarg de 2022, Warner Bros. Discovery (l'empresa matriu recentment formada de Warner Bros. Pictures) va començar a sentir una pressió creixent per a considerar diferents opcions per a la pel·lícula després d'esperar prèviament que la seva estrena retardada ajudaria a evitar la controvèrsia. A l'agost de 2022, l'estudi estava considerant les següents opcions: si Miller rebia ajuda professional, podrien donar una entrevista explicant el seu comportament i després fer una premsa limitada per a la pel·lícula, que s'estrenaria segons el planejat; si Miller no rebia ajuda, podria ser exclosos de tota la premsa per la pel·lícula i el paper podria ser recastejat per a projectes futurs; o si la situació amb Miller es deteriorava encara més, la pel·lícula podria cancel·lar-se com a "últim recurs". Aquest últim seria un "moviment sense precedents" a causa del seu gran pressupost de 200 milions de dòlars, encara que vindria després que Warner Bros. Discovery cancel·lés la pel·lícula gairebé completa Batgirl, programada per al servei de streaming HBO Max. L'estudi no estava considerant reemplaçar Miller amb un altre actor en aquesta pel·lícula pel fet que interpretava a diversos personatges i apareixia en gairebé totes les escenes. La pel·lícula es va considerar "clau" per als futurs plans de DCEU de l'estudi i va ser ben rebuda durant les projeccions de prova malgrat els problemes legals de Miller. El CEO de Warner Bros. Discovery, David Zaslav, va dir en el moment en què havia vist The Flash que havia rebut respostes positives de l'estudi, per la qual cosa es van comprometre a estrenar-la als cinemes. Miller va emetre una disculpa pública a través del seu representant poc després i va anunciar que estava buscant tractament professional per a "problemes complexos de salut mental".

#### Revisions al final de la pel·lícula
El final de la pel·lícula, que presenta a George Clooney reprenent el seu paper com un Bruce Wayne alternatiu a causa de les accions de Barry, va canviar diverses vegades durant la postproducció a causa del canvi constant de lideratge en Warner Bros. en 2022. L'original presa final de la pel·lícula, concebuda pels llavors caps de DC Films Toby Emmerich i Walter Hamada, hauria tingut al Batman de Keaton, així com a la Supergil de Calle, continuant existint en la nova línia de temps, però hauria esborrat a Cavill i Affleck en els papers de Superman i Batman respectivament de la continuïtat del DCEU, amb plans per a una seqüela de The Flash abans de desenvolupar una pel·lícula de Crisi on Infinite Earths en el futur (malgrat The CW ja havent fet la seva adaptació del còmic en 2019-20 que incloïa el DCEU en la seva continuïtat). Segons els informes, això va ser per a configurar la pel·lícula Batgirl en desenvolupament abans que fos cancel·lada a l'agost d'aquest any, ja que Keaton estava llest per a repetir el seu paper com Batman en aquest pel·lícula.
Després de la fusió de WarnerMedia i Discovery Inc. en 2022 i l'eliminació d’Emmerich i Hamada, els executius Michael DeLuca i Pamela Abdy es van fer càrrec i van decidir mantenir a Cavill dins de la continuïtat i tornar a filmar el final: Cavill va rodar el seu paper per a aquest final juntament amb el seu cameo per a Black Adam (2022) al setembre; Gadot també va filmar una escena per a aquest final. Això tenia la intenció d'augmentar l'interès per la seqüela planificada de L'home d'acer i la tercera pel·lícula de La dona meravella, abans que ambdues fossin cancel·lades. Al novembre, James Gunn i Peter Safran es van convertir en els nous caps d'ara-DC Studios, i van planejar reiniciar completament la franquícia amb un nou nom: el DC Universe (DCU). Com a resultat, ja no s'esperava que Cavill tornés a interpretar el seu paper i es va tallar la seva escena, mentre que el final es va tornar a treballar sense els personatges de Calle, Keaton i Gadot, i el final final amb Clooney i Miller es va filmar al gener de 2023, que es va mantenir. en secret fins a l'estrena de la pel·lícula al juny.

### Música
A l'abril de 2021 es va anunciar que Benjamin Wallfisch s'encarregaria de compondre la banda sonora de la pel·lícula, després d'haver treballat prèviament amb Andrés Muschietti en It (2017) i It Chapter Two (2019) i a més en la pel·lícula Shazam! (2019) de DC.

## Màrqueting
Ezra Miller va presentar el primer metratge de la pel·lícula en l'esdeveniment virtual DC FanDome a l'octubre de 2021. Van dir que no hi havia prou metratge disponible per a fer un tràiler o un avançament, però William Hughes de The A.V. Club va sentir que les imatges publicades podrien classificar-se còmodament com un avançament. Va assenyalar que això era una prova que la pel·lícula realment s'havia pogut completar després de la seva llarga i problemàtica història de producció. Matt Patches de Polygon i James Whitbrook de io9 van destacar el metratge com el començament del multivers de DC en la pel·lícula, amb les seves pistes sobre la versió de Keaton de Batman i la revelació que Miller interpretaria múltiples versions de Barry Allen. Al febrer de 2022, es van llançar més imatges de la pel·lícula com a part d'un avançament per a la llista de pel·lícules de DC de Warner Bros. per a 2022, que també va incloure The Batman, Black Adam, i Aquaman and The Lost Kingdom (abans que The Flash i Aquaman i el Regne Perdut es retardessin fins a 2023). Es va mostrar un nou tràiler en el panell de Warner Bros. a CinemaCon a l'abril de 2022, i els assistents van assenyalar que el Batman de Keaton reutilitzava el diàleg "Vols tornar-te boig? Ens tornarem bojos" de la pel·lícula Batman.
DC Comics va publicar un còmic preqüela de tres números titulat The Flash: The Fastest Man Alive, escrit per Kenny Porter amb il·lustracions de Ricardo López Ortiz, Juan Ferreyra i Jason Howard. El llançament del primer número es va realitzar el 13 d'octubre de 2022 i presenta una portada alternativa d'Andrés Muschietti, seguida del segon número l'11 d'octubre, i el tercer número el 8 de novembre. La sèrie de còmics es desenvolupa després dels esdeveniments de la pel·lícula Lliga de la Justícia i mostra a Batman entrenant a Flash i els primers dies de Flash mentre intenta derrotar els supervilans Girder, Tar Pit i The Top. També es va llançar un trade paperback de la sèrie limitada.
El primer tràiler de The Flash es va mostrar durant la Super Bowl LVII el 12 de febrer de 2023, abans de projectar-se als cinemes abans de Ant-Man and the Wasp: Quantumania. El tràiler va tenir la major participació a les xarxes socials en aquest moment, superant a altres tràilers que es van mostrar de Guardians of the Galaxy Vol. 3 i Transformers: Rise of the Beasts, i RelishMix va informar que el tràiler havia obtingut 97,4 milions de visites en un període de 24 hores.

## Estrena
The Flash va ser estrenada per Warner Bros. Pictures als Estats Units el 16 de juny de 2023. L'estrena de la pel·lícula estava inicialment programat per al 23 de març de 2018, quan Warner Bros. va anunciar per primera vegada la seva llista de pel·lícules del DCEU, abans que s'avancés al 16 de març del mateix any. Al juliol de 2016, aquesta data d'estrena se li va donar a Tomb Raider, i a The Flash no se li va donar una altra data d'estrena fins a la contractació d'Andrés Muschietti al juliol de 2019, després de la qual cosa la pel·lícula estava programada per a estrenar-se l'1 de juliol de 2022. Després es va traslladar al 3 de juny de 2022, abans de retardar-se fins a la data de novembre de 2022 després que Warner Bros. canviés el seu calendari d'estrena deguda a la pandèmia de COVID-19. Finalment, va moure a la data definitiva de juny de 2023 quan Warner Bros. va tornar a ajustar el seu calendari d'estrena, aquesta vegada a causa de l'impacte del COVID-19 en la càrrega de treball dels proveïdors d'efectes visuals.

## Recepció

### Projeccions de taquilla
Als Estats Units i el Canadà, The Flash es va estrenar juntament amb les pel·lícules Elemental i The Blackening, i es preveia que recaptés entre 68 i 85 milions de dòlars en el seu primer cap de setmana. També s'esperava que recaptés entre 85 i 95 milions de dòlars a nivell internacional, amb una obertura global total d'entre 155 i 165 milions de dòlars.

### Resposta crítica
The Flash va rebre elogis per les seves seqüències d'acció, humor i actuacions (particularment de Miller i Keaton), però va ser criticada per la seva CGI i el seu tercer acte. En el lloc web de l'agregador de ressenyes Rotten Tomatoes, el 64% de les 354 ressenyas dels crítics van ser positives, amb una qualificació mitjana de 6.3/10. El consens del lloc web indica: "The Flash és divertida, té un ritme adequadament ràpid i, en general, es classifica com una de les millors pel·lícules de DC en els últims anys". Metacritic, que utilitza un mitjana ponderada, va assignar a la pel·lícula una puntuació de 58 sobre 100, basada en 45 crítiques, el que indica "ressenyes mixtes o mitjanes".
David Fear, de Rolling Stone, va dir que "hi ha acudits interns i referències a com aquesta línia de temps difereix de la nostra, juntament amb ous de Pasqua, alguns cameos del gat-fora-de-la-bossa, cortesia d'una Crise on Infinite Earths, i alguns secrets que són millor mantenir-los com a secrets. També hi ha seqüències d'acció que s'assemblen més a cinemàtiques de videojocs que a peces d'un blockbuster, i una part posterior als crèdits que no podria ser més inútil o irritant. Pel·lícules de superherois que seran pel·lícules-de-superherois (clixé). Fins i tot les superiors. The Flash és una bossa mixta. És una pel·lícula divertida i entretinguda amb alguns moments genials, però també és una mica embullada i autoindulgent. És probable que els aficionats de Flash gaudeixin la pel·lícula, però a altres els pot semblar massa. Joshua Yehl d'IGN li va donar a la pel·lícula un 7 sobre 10 i va afirmar: "The Flash és una ambiciosa pel·lícula de superherois que en gran manera aconsegueix la seva història de dos mons, dos Flashs i dos Batman. El fan service de superherois és fort en aquesta, potser massa fort a vegades, però mai eclipsa per complet la genuïnament tràgica i sincera història de duel de Barry Allen. Encara que els efectes visuals no sempre són els millors i el tercer acte és una mica aclaparador, les sòlides actuacions i una refrescant serietat mantenen a The Flash en el bon camí i corrent en cercles al voltant de moltes de les pel·lícules recents del Univers DC. Si aquesta és realment l'última parada en l'exprés del Snyderverse, llavors és una forma respectable de concloure". En ressenyar la pel·lícula per a Rogerebert.com, Matt Zoller Seitz va fer a la pel·lícula 2.5/4 estrelles, escrivint: "Una de les bosses mixtes més espectaculars i frustrants de l'era blockbuster de superherois, The Flash és alhora reflexiva i despistada, desafiadora i complaent. Presenta alguns dels millors treballs de FX digitals que he vist i alguns dels pitjors".